# Гени групи PER
PER1,2,3 (Period Circadian Regulator 1,2,3) — гени, що регулюють циркадний контроль транскрипції. Захворювання, пов’язані з PER, включають затримку фази сну.

## Історія виявлення
Вивчення ендогенних ритмів у людини багато в чому завдячує дрозофілі, оскільки саме в цієї комахи були вперше виявлені гени, гомологічні тим, що беруть участь у біологічному годиннику людини. На початку 1970-х даним дослідженням займались американські генетики Рон Конопка та Сеймур Бензер. Після введення мутагенної речовини дрозофілам, Конопка та Бензер розглядали наступне покоління комах, яке налічувало 2000. Більшість з них було з нормальними цикличними біоритмами, а саме 12 годин активності та 12 годин відпочинку. Але три мухи-мутанти мали великі відмінності: одна з них мала 19-годинний цикл, друга - 28-годинний, а у останньої взагалі його не було, періоди активності та відпочинку чергувались випадково.
Тільки на початку 1980-х років дослідження показали, що всі три мутації відбулися в одному гені на Х-хромосомі. Цей ген, який дослідники назвали Періодом (PER), утворював ядерний білок, що бере участь у вираженні циркадного ритму дрозофіли.
У 1990 році американський біолог Майкл Росбаш та його команда продемонстрували, що звичайні фруктові мухи демонструють циркадний (24-годинний) цикл у виробництві мРНК для гена та отриманого протеїну PER, тоді як мутанти, які не мали ритму, не показали такої циклічності в їх експресії генів.
У той же час, американський генетик Майкл Янг визначив другий ген з подібними властивостями. Він назвав цей ген Позачасовим (TIM), тому що мухи, які мали цей мутований ген, не мали циркадних циклів.

## Функції
- кодують компоненти циркадних ритмів опорно-рухової активності, метаболізму та поведінки;
- PER1 регулює період ниркової реабсорбції натрію;
- PER1 може діяти як активатор експресії генів у специфічному для гена та тканини способі;
- PER1 і PER2 необхідні для хронометражу часу та чутливості до світла в головному циркадному годиннику;
- PER2 підвищує ефективність кисневого гліколізу на світлі;
- PER3 має стабілізуючий вплив на PER1 та PER2;
- PER3 може брати участь у пригніченні поведінкової активності у відповідь на світло.

## Вплив нокауту генів PER на організм
- PER3-нокаутні тварини не реагують суттєво на світлові імпульси.
- PER1- та PER2-нокаутні тварини зазнають більш значних змін.
- Гризуни PER1- та PER2-нокауту повністю аритмічні, що свідчить про те, що ці два гени мають набагато більше значення для біологічного годинника, ніж PER3.
- Миші з нокаутом PER3 відчувають дещо скорочений період опорно-рухової активності (на 0,5 год.) і менш чутливі до світла, оскільки вони повільніше піддаються змінам циклу "світло-темрява".